# ميكولا كوخارفيتش
ميكولا كوخارفيتش (مواليد 1 يوليو 2001) هو لاعب كرة قدم أوكراني يلعب كمهاجم في نادي تروا.